# Yoshiyuki Tsuruta
Yoshiyoki Tsuruta (鶴田 義行?, Tsuruta Yoshiyoki; Kagoshima, 1º ottobre 1903 – 24 luglio 1986) è stato un nuotatore giapponese.
Specializzato nella rana ha vinto la medaglia d'oro nei 200 m sia ai Giochi olimpici di Amsterdam 1928 che a Los Angeles 1932.
È diventato uno dei Membri dell'International Swimming Hall of Fame.
È stato primatista mondiale dei 200 m rana.

## Palmarès
- Olimpiadi
  - Amsterdam 1928: oro nei 200 m rana.
  - Los Angeles 1932: oro nei 200 m rana.